# 카불 대학교
카불 대학교 (KU, Kabul University)는 아프가니스탄의 수도 카불에 위치한 대학교이다. 1931년에 창립되어 1932년에 강의를 시작했다.
카불 대학교는 긴 시간의 전쟁에서 복구되고 있다. 카불 대학교에는 25,000명의 학생이 등록되어 있으며, 그중 40%는 여성이다. 카불 대학교의 본관이 기존 본관에서 500 미터에서 떨어져 있는 곳에 새로 신축되었고, 거의 동일한 형태를 가지고 있다.
카불 대학교의 목표는 국제적으로 인정된 교육연구기관으로 발전하는 것이다. 이해 당사자 위원회는 공동 관리와 혁신적인 의견과 실행의 중심을 약속하고 있다. 

## 역사

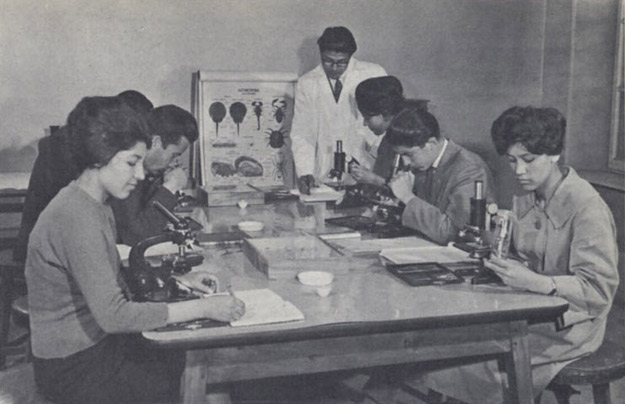
1950년대 후반과 1960년대 초반 사이에 이루어진 생물학 수업.

카불 대학교는 1931년 나디르 샤 국왕의 재임 기간 동안 설립되어, 일년 후 아프가니스탄 각지의 학생들에게 첫 문을 열었다. 카불 대학교는 프랑스, 독일, 러시아, 그리고 미국 정부로부터 지원을 받았다.
1960년대에는 해외에서 교육을 받은 학자들이 캠퍼스를 메웠고, 이는 아프가니스탄의 새로운 세대들에게 공산주의, 여성주의 그리고 자본주의와 같은 사상을 노출시키는 계기가 되었다. 이 시기동안 영향을 받은 대표적인 학생들로는 아흐마드 샤 마수드, 굴부딘 헤크마티아르, 파이즈 아마드 박사, 그리고 세이달 소칸단 등의 인물이 있다.
또한 칼리크, 파르참, 쇼라이, 그리고 이크와니 등의 정치집단들도 대학 내에 적지 않은 영향을 끼쳤다.
1970년대에 이크와니와 쇼라이가 대립하던 시기에, 세이달 소칸단이라는 시인이 굴부딘 헤크마티아르에게 살해당하였다. 세이달은 굴부딘에 의해 총격당하였다.
아프가니스탄 인민민주당의 집권 기간 동안, 카불 대학교는 수많은 교수진들의 희생을 감수해야 했다. 대학 교수진들의 다수는 10년 간의 정치 불안 상태와 이에 이어진  1992년 공산 정부의 붕괴 동안 대학을 떠났다.

### 재건축

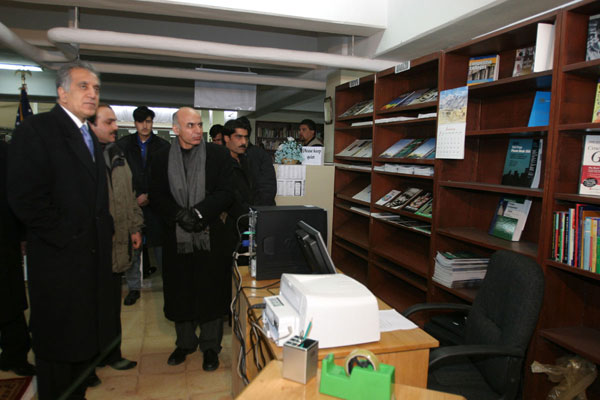
2005년 대학 도서관을 방문한 잘마이 칼리자드와 아슈라프 가니의 모습.

2001년 말에 아프가니스탄 이슬람 토후국이 해체되면서, 국제 사회는 아프가니스탄 내의 교육기관을 재건하는데 힘써왔다. 2004년 1월 카불 대학교 캠퍼스에는 단 24대의 컴퓨터만 남아있었다. 카불 대학교는 재건 프로그램의 일환으로 퍼듀 대학교, 애리조나 대학교를 포함한 4곳의 해외 대학과 파트터쉽 관계를 맺었다. 더 나아가, 독일 학술 교류처와 베를린 공과대학교와 협력하여 2002년에는 정보기술센터가 설립되었다. 2008년에는 9,660명의 학생이 등록되었고, 그 중 2,336 (24%)명은 여성이였다.
2007년에는 이란이 학내의 치의학 시설기금과 25,000권의 장서를 기부한 것으로 보고되었다. 카불 대학교의 본 도서관은 미국이 건축하여, 아프가니스탄에서 가장 최첨단의 시설을 보유한 도서관으로 기록되고 있다. 도서관 내에는 컴퓨터, 서적 그리고 잡지류들이 구비되어 있다. 루이스 듀프리의 아내 낸시 듀프리는 학내 아프가니스탄 센터의 이사를 맡고 있다.
2008년 카불 대학교 캠퍼스 내에 정보기술 센터가 들어서며 지역 네트워크 시설들이 생겨났다. 각 건물들은 캠퍼스 네트워크에 연결되어 있고 이는 광케이블 네트워크 수준의 인터넷 접근을 제공하고 있다. 음성 인터넷 프로토콜 기술도 이 프로젝트의 부분으로 활용되어, 학내에서 양질의 전화 연결을 제공하는데 기여하였다.
카불 대학교는 긴 시간의 전쟁에서 복구되고 있다. 카불 대학교에는 25,000명의 학생이 입학되었으며, 그 중 40%는 여성이다. 카불 대학교의 본관이 기존 본관에서 500 미터에서 떨어져 있는 곳에 새로 신축되었고, 거의 동일한 형태를 가지고 있다.

## 사건 및 사고
- 2020년 카불 대학교 공격